# Arkadiusz Fajok
Arkadiusz Sebastian Fajok (ur. 31 maja 1979 w Toruniu) – polski sportowiec, trener, nauczyciel, samorządowiec i przedsiębiorca, od 2024 prezydent Inowrocławia.

## Życiorys
Jest inowrocławianinem. Z wykształcenia magister wychowania fizycznego, absolwent Akademii Wychowania Fizycznego w Poznaniu. Przez wiele lat pracował jako nauczyciel dyplomowany z dziećmi oraz młodzieżą z niepełnosprawnością w Zespole Szkół im. Marka Kotańskiego w Inowrocławiu. Oprócz studiów magisterskich na kierunku wychowanie fizyczne ukończył również studia podyplomowe z oligofrenopedagogiki, zarządzania oświatą oraz wczesnego wspomagania rozwoju dziecka z elementami integracji sensorycznej.
Założyciel i pierwszy prezes Stowarzyszenia Piłki Ręcznej Plażowej „Damy Radę Inowrocław” – organizacji pozarządowej działającej od 2006 roku. Pracował jako trener piłki ręcznej, zarówno w Polsce, jak i za granicą.
Pełnił funkcję trenera reprezentacji Polski w piłce ręcznej plażowej w latach 2009–2016, a od 2023 roku był szkoleniowcem Kadry Juniorów Województwa Kujawsko-Pomorskiego, którzy zdobyli złoty medal na Ogólnopolskiej Olimpiadzie Młodzieży 2023. Organizator imprez kulturalno-sportowych o zasięgu lokalnym, ogólnopolskim i międzynarodowym. Został wielokrotnie wyróżniony tytułami Sportowca Roku, Działacza Sportowego Roku i Trenera Roku w Inowrocławiu oraz Powiecie Inowrocławskim. Został także uhonorowany Złotą Odznaką Za Zasługi dla piłki ręcznej od Związku Piłki Ręcznej w Polsce.
21 kwietnia 2024 roku wygrał drugą turę wyborów samorządowych, zostając prezydentem miasta Inowrocławia w kadencji 2024–2029. Złożył ślubowanie 7 maja tego samego roku.